# Green, Green Grass of Home
Green, Green Grass of Home ist ein Country-Song, der von Curly Putman (1930–2016) geschrieben und zunächst 1965 von Johnny Darrell veröffentlicht wurde. Im selben Jahr erreichte Porter Wagoner mit dem Stück Platz 4 der Country-Charts, und auch die Aufnahme von Bobby Bare wurde populär.
Tom Jones machte das Stück 1966 weltweit bekannt, belegte mit dem Stück den ersten Platz in den britischen Singlecharts und erreichte auch in zahlreichen anderen Ländern die Hitparaden. Von dem Song existieren zahlreiche Coverversionen; eine deutsche Version mit dem Titel Der Weg zurück nach Haus wurde 1967 von Jürgen Herbst aufgenommen. Dalida veröffentlichte ebenfalls 1967 eine französische Version, Les grilles de ma maison.
Das Lied handelt von einem Mann, der die Heimat seiner Kindheit besucht und seine Eltern und Freunde trifft. Er wacht dann auf, um festzustellen, dass es nur ein Traum ist, den er nachts im Gefängnis hatte. Es ist der Tag, an dem seine Hinrichtung anberaumt ist.
Der Schachspieler Bobby Fischer wünschte sich, dass das Lied in der Version von Tom Jones bei seiner Beerdigung gespielt wird, was 2008 auch geschah.